# C'est Bleu
"C'est Bleu" è un singolo del gruppo tedesco hard dance Scooter. È stato pubblicato il 2 dicembre 2011 come quarto singolo dal loro quindicesimo album in studio The Big Mash Up.
La canzone campiona L'amour est bleu, una canzone di Vicky Léandros del 1967.

## Tracce

### CD single (2-track)
1. C'est Bleu (Radio Edit) – 3:11
2. C'est Bleu (The Dubstyle Mix) – 4:23

### Download
1. C'est Bleu (Radio Edit) – 3:11
2. C'est Bleu (The Dubstyle Mix) – 4:23
3. C'est Bleu (Extended Version) – 6:01

### Danish promo CD single
1. C'est Bleu (Radio Edit) – 3:11
2. C'est Bleu (Album Version) – 4:11
3. C'est Bleu (Extended Version) – 6:01
4. C'est Bleu (The Dubstyle Mix) – 4:23